# Les Dawson
Les Dawson (2 de febrero de 1931 – 10 de junio de 1993) fue un humorista y actor británico, recordado por su estilo deliberadamente inexpresivo, su personalidad gruñona y sus chistes relativos a su suegra y a su mujer.

## Vida y carrera
Nacido y criado en Mánchester, Inglaterra, Dawson comenzó su carrera artística como pianista en un burdel de París (según su biografía, con datos sin confirmar). Como pianista en clubes, observó que suscitaba las risas del público cuando tocaba de forma desafinada.
Su debut televisivo se produjo en el programa cazatalentos Opportunity Knocks en 1967, pasando a ser uno de los principales cómicos de la televisión británica.
En sus números más característicos, Roy Barraclough y Dawson aparecían como dos mujeres mayores, Cissie y Ada. Estos personajes femeninos estaban basados en lo que Les Dawson conocía de la vida real. Muchos de los sketches de Cissie y Ada fueron escritos por Terry Ravenscroft. Todo ello era típico del estilo de la pantomima en la que el actor se disfrazaba de mujer, número copiado fielmente de su héroe, el actor Norman Evans, quien había hecho famoso su número Over The Garden Wall.
Les Dawson era corpulento, y a menudo se vestía con el tradicional aspecto de John Bull, personificación nacional del Reino Unido. En sus programas televisivos en la BBC presentaba a un grupo de bailarinas obesas llamadas las Roly Polys. 
Una de sus características era que le gustaba recortar su propia afición cultural. Por ejemplo, era un pianista de talento, pero desarrolló un gag en el que tocaba una pieza familiar para el gran público como la sonata Claro de luna, de Beethoven. Una vez era reconocida la pieza, Dawson introducía espantosamente notas equivocadas sin, aparentemente, darse cuenta de ello. El estilo de Dawson como humorista era lúgubre, cansado del mundo y grosero. Era querido por el público, e igual de popular entre la audiencia femenina y masculina. 
Antes de llegarle la fama, Dawson escribía poesía, algo que mantenía en secreto, pues no era de esperar que alguien procedente de la clase trabajadora tuviera ambiciones literarias. Su amor por el lenguaje influyó en muchos de sus números cómicos. 
Su primera esposa, Margaret, con la que se casó el 25 de junio de 1960, falleció el 15 de abril de 1986 a causa de un cáncer. Tuvieron tres hijos: Julie, Pamela y Stuart. Posteriormente, el 6 de mayo de 1989, se casó con Tracy, a pesar de que ella era 17 años menor. Finalmente tuvieron una hija, Charlotte, nacida el 3 de octubre de 1992.
Dawson fue protagonista del show radiofónico Listen to Les, emitido por BBC Radio 2 en las décadas de 1970 y 1980. Entre las series televisivas en las que trabajó figuran Sez Les (Yorkshire Television), The Dawson Watch (BBC), escrita por Andy Hamilton y Terry Ravenscroft, The Les Dawson Show, escrito por Terry Ravenscroft, Dawson's Weekly, Joker's Wild (1969-73) y el concurso Blankety Blank, el cual presentó durante varios años. Su última actuación televisiva tuvo lugar en Surprise, Surprise, producción presentada por Cilla Black, en la que cantó una parodia de "I Got You Babe".

## Fallecimiento
Dawson fue siempre gran fumador y bebedor. El 10 de junio de 1993, durante un chequeo en un hospital de Whalley Range, Mánchester, Les Dawson falleció súbitamente tras sufrir un infarto agudo de miocardio. Se celebró un funeral en la Abadía de Westminster el 24 de febrero de 1994. Fue enterrado en el Cementerio Lytham Park.

## Libros
Además de su actividad interpretativa, Dawson escribió muchas novelas, aunque el público únicamente  le reconocía como artista del entretenimiento, algo que le entristecía. Entre sus obras figuran:
- A Clown Too Many (autobiografía, 1986)
- No Tears for the Clown (autobiografía, 1992)

- Hitler Was My Mother-in-Law
- Well Fared, My Lovely
- Come Back with the Wind
- The Spy Who Came
- The Blade and the Passion
- Card for the Clubs
- The Amy Pluckett Letters
- Malady Lingers on and Other Great Groaners
- Les Dawson's Lancashire
- A Time Before Genesis
- Les Dawson Gives Up
- The Les Dawson Joke Book
- Cosmo Smallpiece Guide to Male Liberation
- Les Dawson's Secret Notebooks